# Beylikdüzü
Beylikdüzü – dystrykt w prowincji Stambuł, Turcji.

## Historia
Przypuszcza się, że jako pierwsi w Beylikdüzü osiedlili się Grecy w II w. n.e. W czasach Cesarstwa Bizantyńskiego to miejsce stało się kurortem dla mieszkańców Konstantynopola. Region w późniejszych czasach Imperium Osmańskiego był nazywany „Ogrodem”. Ze względu na dużą liczbę topoli rosnących w tym regionie, po powstaniu Turcji zaczęto nazywać ten teren jako „Kavaklı”, nazwa ta była używana do 2003. Później została zmieniona na „Równiny Beyliku”.
Po trzęsieniu ziemi w Gölcük, wiele osób postanowiło przenieść się ze starszych dystryktów do nowo budowanych mieszkań w Beylikdüzü z obawy przed bezpieczeństwem starych budowli. W 2012, kiedy Metrobus (szybki transport autobusowy) zaczął funkcjonować w Beylikdüzü, do dystryktu napłynęła fala migrantów. Jego populacja z około 3000 we wczesnych latach 90 wzrosła do 352 412 w 2019. Z powodu szybkiego wzrostu, stał się centrum inwestycyji mieszkaniowych i komercyjnych. Beylikdüzü ma najszybszy wzrost ceny gruntów i nieruchomości w Turcji, przez co inwestorzy bogacą się w bardzo krótkim czasie.

## Dzielnice
- Adnan,
- Kahveci,
- Barış,
- Büyükşehir,
- Cumhuriyet,
- Dereağzı,
- Gürpınar,
- Kavaklı,
- Marmara,
- Sahil,
- Yakuplu.

## Demografia[potrzebnyprzypis]
| Rok  | Populacja |
| ---- | --------- |
| 2009 | 193 972   |
| 2013 | 244 760   |
| 2019 | 352 412   |

## Gospodarka
Beylikdüzu wraz z dystryktem Ataköy Marina przyciągają wyższą klasę średnią ze względu na dobrą infrastrukturę i podejmowane luksusowe inwestycje. Dystrykt znajduje się niedalekiej odległóści do portu lotniczego Stambuł-Atatürk. W Beylikdüzu mieści się większość centrów handlowych Istambułu, stąd nazywany jest „AVM cumhuriyeti”, czyli republiką zakupów.

## Transport
Wybór transportu publicznego jest bardzo bogaty. Metrobüsy działają 24 godziny na dobę, dzięki czemu można dojechać na przedmieścia w każdym momencie. Dojechanie Metrobusem z Mecidiyeköy/Zincirlikuyu (przedmieścia Istambułu) z Beylikdüzü zajmuje około 60 minut. Oprócz Metrobusów, działają też ekspresowe autobusy publiczne. Gdyż Beylikdüzü jest wybudowant przy autostradzie E-5, można przemieszczać się przy użyciu busów publicznych jeżdżących z Bakırköy lub Yenibosna w stronę Büyükçekmece. Beylikdüzü leży 57km od portu lotniczego Stambuł-Atatürk.

## Ekologia
Dystrykt jest znany z ochrony przyrody. Beylikdüzü dorównuje europejskim miastom, jeżeli chodzi o ilość zielonej przestrzeni na mieszkańca. Wynosi ona 10m² na osobę. Na praktycznie każdej ulicy i alei sadzi się drzewa w równej odległości, tworząc z dzielnic skanseny. Na ekologię wpływa też duży wybór transportu publicznego.